# Петрещ
 Тази статия е за селото в Румъния.  За общината вижте Петрещ (община).  
Петрещ (на румънски: Petrești) е село в южна Румъния, център на община Петрещ в окръг Дъмбовица. Населението му е около 1145 души (2002).
Разположено е на река Няжлов в Долнодунавската равнина, на 65 km северозападно от центъра на столицата Букурещ по автомагистралата за Питещ.

## Известни личности
Родени в Петрещ
- Елена Чаушеску (1916-1989), политик